# Daunio
En la mitología griega, Daunio o Dauno era hijo de Licaón y epónimo rey de los daunios (dauni).
En la tradición narrada por Antonino Liberal, tenía dos hermanos: Yápige y Peucetio. Los tres formaron parte de un grupo de colonos ilirios al mando de Mesapio que marcharon a la costa adriática de Italia. Allí vencieron al pueblo autóctono (los ausonios) y se dividieron el país entre los tres hermanos. A Daunio le correspondió la región en torno a la península de Gargano, cuyos habitantes fueron llamados daunios, en su honor.
Posteriormente, tras la toma de Troya, llegó Diomedes al país de los daunios y Daunio le pidió que le ayudara en la guerra contra los mesapios. Le ofreció a cambio casarse con su hija y un lote de tierras. Diomedes aceptó y tras vencer a los mesapios obtuvo las tierras, que repartió entre los dorios que lo acompañaban. Tuvo dos hijos con la hija de Daunio.